# Eugène Royer
Pour les articles homonymes, voir Royer.
Eugène Royer (né le 22 mai 1921 à Cancale et mort le 25 janvier 2018 à Rennes) est un prêtre, écrivain et enseignant français.

## Biographie
Eugène Royer est entré en 1932 au petit séminaire puis étudie au séminaire de Châteaugiron et à la faculté de Rennes. Il est ordonné prêtre en 1944.
Professeur au Lycée Saint-Vincent de Rennes, il y enseigne l'histoire et de géographie durant vingt-deux ans et y exerce parallèlement les fonctions de maître de chapelle et directeur de la chorale et de la schola du lycée.
En 1948, il crée les Paotred Ar Lann (Les Compagnons de la lande), une troupe de théâtre composée de lycéens qui parcourt les paroisses du diocèse et la France pendant cinquante ans.
En 1966, il devient aumônier pour l'action culturelle.
En 1988, il part vivre à Melesse, où il officiera vingt-quatre années à l'orgue et à la direction de la chorale. Il écrira à l'intention de la communauté chrétienne de Melesse Le Fou d'amour de Dieu, un spectacle religieux dédié à François d'Assise.

## Culture et média
Eugène Royer s'implique particulièrement dans le théâtre et l'accès à la culture cinématographique. Il participe à animer une importante association et un réseau de salles de cinéma dans la région et joue un rôle crucial au sein de la Sorédic, la société rennaise de diffusion cinématographique.
Au lendemain de mai 68, en rupture avec la Fédération catholique et le théâtre de patronage traditionnel, il participe à la création de l'ADEC, Art Dramatique Expression Culture, en Bretagne.
Il exerce, par ailleurs, le métier de journaliste et d'éditorialiste dans diverses revues (Actualités Notre Temps, Paroisse, Objectif). On l'entend aussi prêcher sur France Culture pendant cinq ans dans les années 1990, ou intervenir sur Radio Alpha, la radio de la communauté chrétienne rennaise.

## Publications
(février 2020).
Le père Royer est l'auteur de plusieurs dizaines de livres et fascicules et autant de jeux scéniques,.

### Monographies
- Guide des saints en Bretagne, avec Joël Bigot, 256 p., éditions J.-P. Gisserot, Paris (2016)
- Patrimoine religieux de Bretagne, histoire et inventaire (section Ille-et-Vilaine), avec Joël Bigot, sous la direction de Maurice Dilasser, éd. Le Télégramme (2006)  (ISBN 2848331739 et 9782848331737)
- Saints en Bretagne, glanes de légendes, avec Joël Bigot, 191 p. éditions J.-P. Gisserot, Paris (2004)
- La chapelle Saint-Tudy, 29170 Pleuven, Illustrations de Joël Bigot, 16 p. éditions J.-P. Gisserot, Paris (2000)
- Guide des chapelles en Bretagne, avec Joël Bigot, 128 p. éditions J.-P. Gisserot, Paris (2000)
- Les chapelles bretonnes, avec Joël Bigot, 64 p. éditions J.-P. Gisserot, Paris (1999)
- Un jeune centenaire, Le patronage rennais : La Tour d'Auvergne, 1897-1997, 130p., avec Jean Catheline, photographies de Michel Launay, Rennes, éd. EDITMAR (1997)  (ISBN 978-2-9509056-2-8)
- Guimiliau, 32p., réédition avec les photographies de Claude Herlédan, Rennes éd. "Ouest-France" (1994)
- Fontaines sacrées et saints guérisseurs, illustrations de Joël Bigot, 64 p. éditions J.-P. Gisserot, Paris (1994)
- Le Vitrail d'Yvetot : Max Ingrand, maître verrier dans l'Église Saint-Pierre d'Yvetot, 157 p., avec Gilbert Quemin et Joël Bigot, éd. Présence cauchoise (1993)
- Les Calvaires bretons, illustrateurs Joël Bigot et Jean-Paul Gisserot, 64 p. éditions J.-P. Gisserot, Paris (1991)
- Nouveau guide des calvaires bretons, 233p. Rennes, ed. Ouest-France (1985)
- Les chansons d'autrefois, éd.SECALIB (1984)  (ISBN 2867970075 et 9782867970078)
- Pfarrkirche Guimiliau, 32 p., Rennes, éd. Ouest-France (1983)
- Les Calvaires bretons, illustrateur Joël Bigot, 126 p., Rennes, éd. Ouest-France (1981)
- Le Faouët, 32p., photographies d'Hervé Champollion, Rennes, éd. Ouest-France (1980)
- Guimiliau, 32p., photographies d'Hervé Champollion, Rennes, éd. Ouest-France (1979)  (ISBN 2737314070)
- Cathédrale Saint-Pierre de Rennes, 18p. ill. en coul., Rennes, Simonneaux (1973)
- Église abbatiale Saint-Sauveur, Redon, au berceau de la Bretagne, 38 p., Redon (1970)
- L'Abbaye Notre-Dame de Paimpont, en pleine forêt de Brocéliande, Préface d'Henri-François Buffet  38-[2] p. dont 1 planche en coul. - Édition Paimpont Plélan-le-Grand (1969)

### Autres textes
- Le Dit de la Roche aux Fées 31p., éd. J.-P. Gisserot, 2001  (ISBN 2877475808 et 978-2877475808).
- Impressions, soleil couchant, 108 p., avec Joël Bigot (2001)
- La lumière et la vie, les vitraux de Max Ingrand dans la chapelle du Grand Séminaire de Rennes, poèmes, Ader Rennes éditions (1990) ASIN: B00EQ8NHKW
- Le chat égyptien, 30p., illustration de Claude Fleurent (1981)
- Comme l'infini de la mer (1981)
- Aquarelles, illustrations de Claude Fleurent, éd. Saint-Pern - Congrégation des Petites sœurs des pauvres (1976)
- Le temps des images, 46 p., Rennes, éd.  impr. de Bahon-Rault (1970)
- De la main, essai, 63 p. Édition : Rennes : A.D.E.C. (1970)
- Jeunes églises, 34p. avec Bertrand Pocquet du Haut-Jussé, Rennes, éd. B. Pocquet du Haut-Jussé, non daté
- Breiz douar tan Bretagne, terre de feu, avec Roger Plantard, 52p.Texte interprété par l'ensemble vocal et instrumental du Thabor, dirigé par Eugène Berel, éd. Batailles -(GU719), non daté
- La Rue, 20p., avec Soazig Nicolet,  illustrations de Jean Renault, éd. Ocep, non daté

### Théâtre et jeux scéniques
- Porte ouverte à Jésus-Christ, Louis-Marie Grignion, de Montfort : Spectacle religieux écrit... à l'occasion du cinquantenaire de la canonisation du Père Grignion de Montfort, 35 p., Cholet, éd. mpr. Bouchet (1997)
- Le fou d'amour de Dieu, spectacle religieux en l'honneur de François d'Assise, 67 p., Melesse, (1995)
- Yves de Tréguier : jeu scénique, 47p., Rennes (1994)
- Les 4 saisons de saint-Vincent Rhapsodie en quatre chants... création polyscénique, 55p. Rennes, éd. inconnu(1992)
- L'Annonce double faite à Marie : Jeu scénique. à l'occasion du pèlerinage de La Peinière, 32p. 1988
- Une Croix d'immortelles, jeu scénique sur la vie de Marcel Callo, 60 p., Coutances,  Impr. OCEP , 1988
- La Brocante de Notre-Dame, jeu scénique, 27 p, .Melesse, pèlerinage de La Peinière, (1987)
- "Lève-toi et marche", 59 p., Rennes, Impr. Média-graphic (1986) ASIN : B008KYYK2C
- Au-delà de la nuit... l'aurore, Melaine parmi nous, 71p. OCEP (1985) ASIN: B009DJAJA0
- Leur annoncer Jésus-Christ, coécrit avec groupe de Frères, 93p., éd. Le Sarment-Fayard, coll. Des chrétiens (1985)  (ISBN 2213016038 et 9782213016030)
- Qui a condamné Jésus-Christ à mort ?, 96p. Rennes, 1983, ASIN B008JE384Y
- La genèse, ode biblique en un prologue et sept journées, OCEP, (1983) ASIN: B008JDUOK6
- Across the Shores of Misery: Jeanne Jugan in her time and for all times Pamphlet (1982) ASIN: B07WYCGFHK
- Mémoires d'un donjon, 26p., Spectacle de plein air joué dans la cour du château, Châteaugiron Imp. Gaignard (1981)
- Sur les grèves de misère : Jeanne Jugan en son temps, en tous les temps, jeu scénique, 54 p., Melesse, Impr. OCEP (1980)
- Noël au balcon, 187p. Édition Ocep (1980) ASIN : B009DJAJ0A
- La sixième heure, 92p. Ocep (1976), ASIN: B009DFCW2C
- Sur la route de Bethleem : Pour une veillée de Noël, 26p., éd. Inconnu (1974)
- Pourquoi? pourquoi Jésus-Christ a-t-il été condamné à mort? jeu dramatique en forme d'interrogation sur l'événement de la Passion de Jésus-Christ selon les quatre évangiles, 126 p., Rennes, Impr. O.C.E.P (1974)  (ISBN 2756303003 et 978-2756303000)
- Babel, non paginé, Rennes,  Impr. Simon, 1966
- Paul, hier et aujourd'hui : Jeu scénique pour jeunes chrétiens, 31 p., Toulouse : Ed. Prière et vie (1966)
- Joseph ou le Mystère de l'espérance : Jeu pour une route sur l'Espérance, 31p., Rennes, éd.  Impr. Simon (1965)
- La Vieille tour : Evocation en un prologue et deux chants - centenaire de la mort de Anne Boivent, en religion Mère M.-Thérèse de la Croix, fondatrice des Sœurs de Rillé, 63 p., Rennes, éd. Impr. Bretonne (1965)
- Sur un autre rivage, 61p. Châtelaudren, éd. Impr.de Châtelaudren, (1965)
- Abraham, Jeu scénique écrit sur le thème de l'Appel de Dieu, pour le centième anniversaire de la mort du Curé d'Ars, interprété au Congrès Eucharistique de Vitré, 24p., Éd. Impr. Bretonne (1963)
- Le Fuyard : Jeu scénique présenté à l'occasion du congrès catholique de Rennes-Sud (juin 1963), 61p., Rennes, éd. Impr. Bretonne (1963)
- Exode : Simple jeu à quatre personnages, Moïse, André, Jean, Pierre, [...], 16p., Rennes,  Impr. Bretonne (1962)
- Pilate : suite fantaisiste pour un soir de route, au terme d'une recherche sur la foi, Dol-de-Bretagne, 7 mai 1961, 16 p., Rennes, éd. Impr. Bretonne (1961)
- Eppheta ou la bête et le cavalier, 23p., Rennes, éd. Bahon-Rault 1959
- Mort et résurrection : texte et musique, 72p., Rennes, éd. Impr. Bretonne, non daté
- Pourquoi la vie?, 25p., Saint-Jacut, non daté
- La galère, non daté
- Terre nouvelle, 25p., non daté
- Le fuyard, 61p. , non daté

## Distinction
Chevalier dans l'ordre des arts et des lettres, le 16 juin 1986